# Центр искусств Торонто
Центр искусств Торонто (англ. Toronto Centre for the Arts), также известный, как Фордовский центр исполнительских искусств (англ. Ford Centre for the Performing Arts) — центр исполнительских искусств в бывшем городе Норт-Йорк (ныне часть Торонто) в Канаде. Был открыт в 1993 году как Центр исполнительских искусств Норт-Йорка. Здание центра спроектировано канадским архитектором Эберхардом Зейдлером и представляет площадку для мюзиклов, театральных постановок и других исполнительских видов искусства.
На время открытия центр принадлежал корпорации Ливент, которая в 1994 году продала право на название центра компании Форд Мотор в Канаде. Первоначально на территории центра находились три сцены: главная сцена на 1727 мест, зал для репетиций Джорджа Уэстона на 1036 мест и многоцелевая театральная студия на 200 мест. Когда в 1998 году «Ливен» обанкротилась, управление над центром перешло к городским властям Торонто.
На главной сцене с августа 2008 года по август 2010 года шёл мюзикл «Парни Джерси» производства канадской компании Данкап-Продакшн. До этого в 1995 году здесь шёл мюзикл «Бульвар Сансет» композитора Эндрю Ллойда Уэббера, а в 1993 году мюзикл «Театральный пароход» с бродвейской труппой.
После завершения сотрудничества с Данкап-Продакшн центр испытывал трудности с поиском арендаторов для главной сцены и проделал серию ремонтов с 2014 по 2016 год, которые разделили основную сцену на два небольших театра. Театр Гринвина на 296 мест был построен на месте сцены и кулис главной сцены, оставшаяся часть которой — бывший зрительный зал стала Лирическим театром на 576 мест. Последний был оснащён акустическими панелями со светодиодной подсветкой, которые автоматически могут менять цвет.